# ウロシュ・ラジッチ
ウロシュ・ラジッチ（セルビア語: Урош Лазић, ラテン文字転写: Uroš Lazić、2003年3月15日 - ）は、セルビアのサッカー選手。ポジションはディフェンダー。

## 経歴

### レッドスター・ベオグラード
2023年1月10日、アンドリヤ・ラドゥロヴィッチと共にFKラドニク・スルドゥリツァに半年間の契約でレンタル移籍した。
2023年6月22日、FKノヴィ・パザルに半年間の契約でレンタル移籍した。